# 萨瓦里塔 (亚利桑那州)
萨瓦里塔（英文：Sahuarita），是美国亚利桑那州皮马县下属的一座城市。 面积约为31.04平方英里（约合80.4平方公里）。根据2010年美国人口普查，该市有人口25,259人，人口密度为813.8/平方英里。在建制上，该市属于“Town”。